# 朱厚燉
德懷王朱厚燉（1500年—1534年），明朝宗室，德懿王朱祐榕庶次子。

## 生平
他於嘉靖二年（1523年）封東平王，嘉靖十二年（1533年）晉封德世子，但在嘉靖十三年（1534年）就已經過世，朝廷追贈諡號懷順世子。嫡次子朱載墱嗣位德王後，追封朱厚燉為德懷王。

## 家庭

### 妻
- 王氏，初冊為德世子妃，嘉靖二十年（1541年）三月追封德王妃[2]。

### 子
- 庶長子：夭折
- 嫡次子：德恭王朱載墱
- 庶三子：臨清溫懿王朱載塐
- 嫡四子：寧海恭和王朱載㘧[3]